# Natalus stramineus
Natalus stramineus é uma espécie de morcego da família Natalidae. Pode ser encontrada nas Antilhas Menores: Anguila, Antiga e Barbuda, Dominica, Guadalupe, Martinica, Monserrate e São Cristóvão e Neves.